# Brisinga evermanni
Brisinga evermanni är en sjöstjärneart som beskrevs av Fisher 1906. Brisinga evermanni ingår i släktet Brisinga och familjen Brisingidae. Inga underarter finns listade i Catalogue of Life.